# Park Jung-bin
Park Jung-bin (kor. 박정빈; * 22. Februar 1994 in Busan) ist ein südkoreanischer Fußballspieler.

## Verein
Park begann seine Karriere in der Jugend der Bongdong Elementary School sowie den Chunnam Dragons. Bereits im Alter von 16 Jahren nahm er unter dem damaligen Trainer Steve McClaren erstmals am Training der Profis des VfL Wolfsburg teil. In der Saison 2011/12 debütierte Park, der zu diesem Zeitpunkt dem alten Jahrgang der B-Jugend (U-17) angehörte, für die zweite Mannschaft (U-23) in der viertklassigen Regionalliga Nord. Zur Saison 2012/13 rückte er fest in den Kader der U-23 auf. Dennoch wurde er noch zumeist in der A-Jugend (U-19) eingesetzt. In der Winterpause wurde Park bis zum 30. Juni 2014 an den Bundesligisten SpVgg Greuther Fürth ausgeliehen. Am 19. Januar 2013 debütierte er bei der 0:2-Niederlage beim FC Bayern München in der höchsten deutschen Spielklasse, als er kurz vor Ende der Partie für Zoltán Stieber eingewechselt wurde.
Am 1. September 2013 unterschrieb Park einen Dreijahresvertrag bis zum 30. Juni 2016 beim Karlsruher SC. Dieser Vertrag wurde vorzeitig Ende August 2015 einvernehmlich aufgelöst, woraufhin Park zum dänischen Erstligisten Hobro IK wechselte. Im Sommer 2016 wechselte Park nach dem Abstieg von Hobro IK zum Ligakonkurrenten Viborg FF. Mit diesem Verein stieg er 2017 ebenfalls in die zweite dänische Liga ab. Nachdem sein Vertrag im Sommer 2019 ausgelaufen war, war Park zunächst vereinslos, bevor er sich im November 2019 dem schweizerischen Erstligisten Servette FC anschloss. Im Dezember 2020 kehrte er dann zurück in seine Heimat zum FC Seoul, dort wurde sein Vertrag allerdings schon ein halbes Jahr vor Ende wegen großer Verletzungsanfälligkeit im Mai 2022 wieder aufgelöst.
Im Sommer 2022 wechselte er in die französische Ligue 2 zu AF Rodez. Nach Ablauf seines Vertrages wechselte er nach Kambodscha, zu Visakha FC.

## Nationalmannschaft
Park war für verschiedenen südkoreanische Jugendauswahlmannschaften aktiv.

## Erfolge
- Deutscher A-Junioren-Meister: 2013